# Vulpes vulpes kurdistanica
Sous-espèce
Synonymes
Vulpes vulpes alticola Ognev, 1926
Vulpes Vulpes kurdistanica est une sous-espèce du Renard roux (Vulpes vulpes) qui se rencontre au Kurdistan.